# Zustandsdichte
Die Zustandsdichte {\displaystyle D(E)} bzw. {\displaystyle D(\omega )} (engl. density of states, abgekürzt DOS) ist eine physikalische Größe, die angibt, wie viele Zustände pro Energieintervall {\displaystyle \mathrm {d} E} bzw. pro Frequenzintervall {\displaystyle \mathrm {d} \omega } in einem physikalischen System existieren.
Im Allgemeinen wird die Zustandsdichte für Vielteilchensysteme im Rahmen eines Modells unabhängiger Teilchen betrachtet. Dann beziehen sich die Variablen {\displaystyle \omega } bzw. {\displaystyle E=\hbar \omega } auf die Energie der 1-Teilchenzustände. Häufig wird die Zustandsdichte dann auch in Abhängigkeit vom Impuls {\displaystyle {\vec {p}}=\hbar {\vec {k}}} bzw. Wellenvektor {\displaystyle {\vec {k}}} der 1-Teilchenzustände betrachtet und gibt deren Anzahl pro Volumenintervall des Impulsraums ({\displaystyle \mathrm {d} ^{3}{\vec {p}}}) bzw. des reziproken Raums ({\displaystyle \mathrm {d} ^{3}{\vec {k}}}) an. Die Zustandsdichte kann sich auf verschiedene Teilchensorten beziehen, z. B. auf Photonen, Phononen, Elektronen, Magnonen, Quasiteilchen, und wird pro Einheit des räumlichen Volumens angegeben. Für freie Teilchen ohne Spin lässt sich die Zustandsdichte daraus berechnen, dass im Phasenraum jeder quantenmechanische Zustand das Volumen {\displaystyle (2\pi \hbar )^{3}} einnimmt. Die Zustandsdichte (pro Volumen) {\displaystyle D({\vec {k}})} ist dann konstant
{\displaystyle D({\vec {k}})\,\mathrm {d} ^{3}{\vec {k}}={\frac {1}{(2\pi )^{3}}}\,\mathrm {d} ^{3}{\vec {k}}\ .}
Im Falle von Wechselwirkungen der Teilchen, sei es untereinander oder mit vorgegebenen Potentialen, kann die Zustandsdichte stark davon abweichen (siehe z. B. Bändermodell).

## Definition
Allgemein ist die – auf das Volumen {\displaystyle V} bezogene – Zustandsdichte für eine abzählbare Anzahl {\displaystyle N} an Energieniveaus definiert durch:
{\displaystyle D(E)={\frac {1}{V}}\cdot \sum _{i=1}^{N}\delta (E-E({\vec {k}}_{i}))}
mit der Delta-Distribution {\displaystyle \delta }.
Daraus erhält man durch Erweitern mit {\displaystyle (\Delta k)^{d}=\left({\frac {2\pi }{L}}\right)^{d}} (der kleinsten erlaubten Änderung von {\displaystyle k} für ein Teilchen in einem {\displaystyle d}-dimensionalen Kasten der Länge {\displaystyle L}) beim Übergang zu einem Riemann-Integral (Limes {\displaystyle L\to \infty }) die auf das Volumen bezogene Zustandsdichte für kontinuierliche Energieniveaus:
{\displaystyle D(E):=\int _{\mathbb {R} ^{d}}{\frac {\mathrm {d} ^{d}k}{(2\pi )^{d}}}\cdot \delta (E-E({\vec {k}}))\qquad (*)}
mit
- {\displaystyle d} der räumlichen Dimension des betrachteten Systems
- dem Betrag {\displaystyle k} des Wellenvektors.

Äquivalent kann die Zustandsdichte auch als Ableitung der mikrokanonischen Zustandssumme {\displaystyle Z_{m}(E)=N(E)} nach der Energie aufgefasst werden:
{\displaystyle D(E)={\frac {1}{V}}\cdot {\frac {\mathrm {d} N(E)}{\mathrm {d} E}}}
Die Zahl der Zustände mit Energie {\displaystyle E'} (Entartungsgrad) ist gegeben durch:
{\displaystyle g(E')=\lim _{\Delta E\to 0}\int _{E'}^{E'+\Delta E}D(E)\mathrm {d} E=\lim _{\Delta E\to 0}D(E')\Delta E}, wobei das letzte Gleichheitszeichen nur dann gilt, wenn der Mittelwertsatz der Integralrechnung für das Integral anwendbar ist.

### Anschauung
Anschaulich zählt man die Mikrozustände für eine vorgegebene Energie {\displaystyle E}:
betrachtet man ein System mit {\displaystyle N} Mikrozuständen {\displaystyle i}, so wird die Zustandsdichte beschrieben durch
{\displaystyle D(E)=\sum _{i=1}^{N}\delta (E-E_{i})}
da das Integral über die Zustandsdichte gerade die Gesamtzahl {\displaystyle N} der Mikrozustände liefert:
{\displaystyle \int _{\mathbb {R} }\sum _{i=1}^{N}\delta (E-E_{i})\mathrm {d} E=\sum _{i=1}^{N}=N}
und außerdem liefert folgendes Integral die Zahl {\displaystyle n({\tilde {E}})} der Mikrozustände bei Energie {\displaystyle {\tilde {E}}}:
{\displaystyle \lim _{\Delta E\to 0}\int _{{\tilde {E}}-\Delta E}^{{\tilde {E}}+\Delta E}\underbrace {\sum _{i=1}^{N}\delta (E-E_{i})} _{D(E)}\mathrm {d} E=\lim _{\Delta E\to 0}\sum _{j\in \{k|E_{k}\in [{\tilde {E}}-\Delta E,{\tilde {E}}+\Delta E]\}}\underbrace {\int _{{\tilde {E}}-\Delta E}^{{\tilde {E}}+\Delta E}\delta (E-E_{j})dE} _{=1}=n({\tilde {E}})}
In obiger Formel {\displaystyle (*)} ist zumindest für die Anschauung die Eigenschaft {\displaystyle \delta (g(x))=\sum _{i=1}^{n}{\frac {\delta (x-x_{i})}{|g^{\prime }(x_{i})|}}} der Deltadistribution wichtig, die jedoch nur für endlich viele und einfache Nullstellen {\displaystyle x_{i}} von {\displaystyle g(x)} gilt.

## n-dimensionales Elektronengas
Die folgenden Erläuterungen beziehen sich vorrangig auf Anwendungen in der Festkörperphysik.

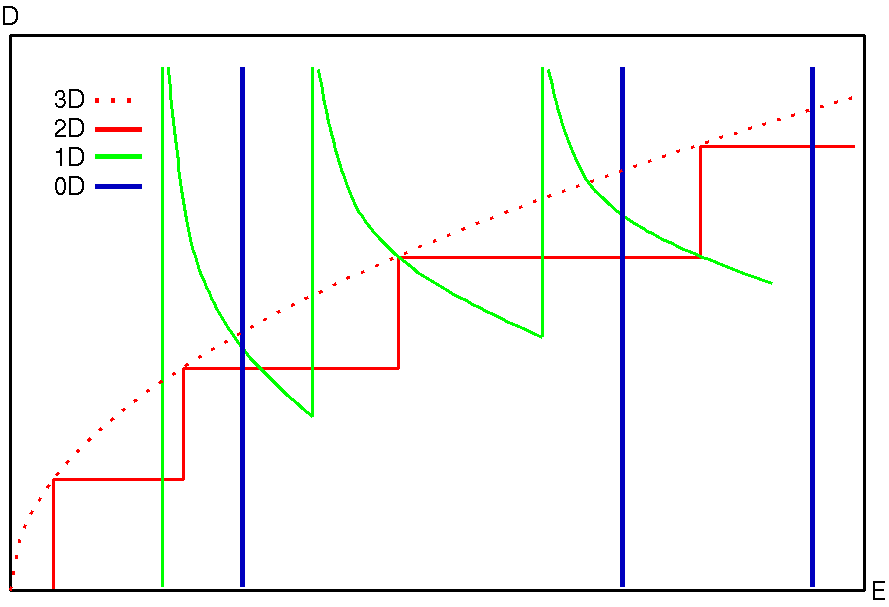
Zustandsdichte über der Energie abhängig von der Dimension (3D = gepunktet, 2D = rot, 1D = grün, 0D = blau). Die Sprünge in den Zustandsdichten für die Dimensionen D=0 bis D=2 sind darin begründet, dass in diesen Fällen die Zustandsdichten um verschiedene Energiezustände gezeichnet sind. Um diese Energiezustände herum hat die Zustandsdichte dann die berechnete und in der Tabelle dargestellte Form.

In einem {\displaystyle n}-dimensionalen Elektronengas können sich Ladungsträger in den Dimensionen {\displaystyle 1,\dotsc ,n} frei bewegen. Der entsprechende Anteil der Energie ist kontinuierlich und kann unter Nutzung der parabolischen Näherung angegeben werden:
{\displaystyle E={\frac {\hbar ^{2}k^{2}}{2m^{*}}}}
Dabei ist
- {\displaystyle m^{*}} die effektive Masse des Ladungsträgers im Festkörper, genauer ist {\displaystyle m^{*}} die effektive Zustandsdichtemasse
- {\displaystyle \hbar } die (durch {\displaystyle 2\pi } geteilte) Planck-Konstante.

Im Gegensatz dazu ist die Energiekomponente der anderen Dimensionen diskretisiert in den Werten {\displaystyle E_{l}}. Die (auf das Volumen {\displaystyle V} bezogene) Zustandsdichte kann allgemein beschrieben werden:
{\displaystyle D(E)=2\cdot {\frac {\mathrm {d} N(E)}{\mathrm {d} E}}{\frac {1}{V}}.}
Darin entspricht
- der Vorfaktor 2 den zwei möglichen Spinzuständen (oft wird er aber in {\displaystyle N(E)} berücksichtigt, hier wurde dies nicht so gemacht)
- {\displaystyle V=L_{x}\cdot L_{y}\cdot L_{z}} dem Volumen des Festkörpers
- {\displaystyle N(E)} der Anzahl aller Zustände mit Energie kleiner gleich {\displaystyle E} (vgl.: Mikrokanonische Zustandssumme {\displaystyle Z_{m}}):

{\displaystyle N(E)={\begin{cases}{\frac {V_{k}}{\Omega _{k}}}&{\text{wenn}}\quad n=3\\\sum _{l}\Theta (E-E_{l}){\frac {V_{k}}{\Omega _{k}}}&{\text{wenn}}\quad n=1,2\\\sum _{l}\Theta (E-E_{l})&{\text{wenn}}\quad n=0\end{cases}}}
- - {\displaystyle V_{k}} beschreibt im {\displaystyle n}-dimensionalen {\displaystyle k}-Raum das Gesamtvolumen aller Zustände, die bei der verbleibenden Energie {\displaystyle E-E_{l}} zugänglich sind
  - {\displaystyle \Omega _{k}} ist das Volumen eines solchen Zustandes.
  - {\displaystyle \Theta } ist die Heaviside-Funktion.

|                                                                 | Gesamtvolumen aller Zustände {\displaystyle V_{k}} | Volumen eines Zustandes {\displaystyle {\Omega _{k}}}  | (auf das Volumen bezogene) Zustandsdichte {\displaystyle D(E)}                                      |
| --------------------------------------------------------------- | -------------------------------------------------- | ------------------------------------------------------ | --------------------------------------------------------------------------------------------------- |
| im k-Raum bei der verbleibenden Energie {\displaystyle E-E_{l}} |                                                    |                                                        | (auf das Volumen bezogene) Zustandsdichte {\displaystyle D(E)}                                      |
| 3D – Bulk                                                       | {\displaystyle {\frac {4}{3}}\pi k^{3}}            | {\displaystyle {\frac {(2\pi )^{3}}{L_{x}L_{y}L_{z}}}} | {\displaystyle {\frac {(2m^{*})^{\frac {3}{2}}}{2\pi ^{2}\hbar ^{3}}}{\sqrt {E}}}                   |
| 2D – Quantentopf/Quantenfilm                                    | {\displaystyle \pi k^{2}}                          | {\displaystyle {\frac {(2\pi )^{2}}{L_{x}L_{y}}}}      | {\displaystyle {\frac {m^{*}}{\pi \hbar ^{2}L_{z}}}\sum _{l}\Theta (E-E_{l})}                       |
| 1D – Quantendraht                                               | {\displaystyle 2k}                                 | {\displaystyle {\frac {2\pi }{L_{x}}}}                 | {\displaystyle {\frac {\sqrt {2m^{*}}}{\pi \hbar L_{y}L_{z}}}\sum _{l}{\frac {1}{\sqrt {E-E_{l}}}}} |
| 0D – Quantenpunkt                                               |                                                    |                                                        | {\displaystyle {\frac {2}{L_{x}L_{y}L_{z}}}\sum _{l}\delta (E-E_{l})}                               |

## Im Halbleiter

Zustandsdichten (farbig) in einem undotierten Halbleiter mit direktem Bandübergang. Zusätzlich ist die Fermi-Verteilung bei Raumtemperatur nach links aufgetragen, als Energieniveaus das Fermi-Niveau E_{F} und die Leitungsbandenergie E_{C}.

In Halbleitermaterialien ist das nach dem Bändermodell bestimmte Leitungsband bei T=0 K unbesetzt und durch eine Energielücke von dem darunter liegenden, voll besetzten Valenzband getrennt. Werden die Dispersionskurven in der Nähe der Extremwerte parabolisch (quadratisch) genähert, ergeben sich die gleichen Formeln wie für freie Elektronen, nur mit jeweils einer anderen Masse, die als effektive Masse {\displaystyle m^{*}} bezeichnet wird. Die Ladungsträger, also Elektronen (e) im Leitungsband und Löcher (h) im Valenzband, verhalten sich in dieser Näherung wie freie (negative bzw. positive) Elektronen mit der Masse {\displaystyle m_{\mathrm {e} }^{*}} bzw. {\displaystyle m_{\mathrm {h} }^{*}}. Ist die effektive Masse richtungsabhängig, wählt man als Mittelwert {\displaystyle m_{\mathrm {e,d} }^{*}} bzw. {\displaystyle m_{\mathrm {h,d} }^{*}}die Zustandsdichtemasse. Sind beide effektiven Massen gleich, liegt das Fermi-Niveau {\displaystyle \mu } genau in der Mitte der Bandlücke.

Zustandsdichten (farbig) in einem n-dotierten Halbleiter mit direktem Bandübergang. Energieniveau der Dotieratome E_{D}.

Die Energie der Leitungsband-Unterkante sei {\displaystyle E_{\mathrm {C} }}, die der Valenzband-Oberkante {\displaystyle E_{\mathrm {V} }}, die Differenz ist gleich der Bandlückenenergie {\displaystyle E_{\mathrm {G} }=E_{\mathrm {C} }-E_{\mathrm {V} }}. Die Zustandsdichte im Leitungsband im Gültigkeitsbereich der quadratischen Näherung ist:
{\displaystyle D_{\mathrm {C} }(E)={\frac {(2m_{\mathrm {e,d} }^{*})^{\frac {3}{2}}}{2\pi ^{2}\hbar ^{3}}}{\sqrt {E-E_{\mathrm {C} }}}}
Die Zustandsdichte im Valenzband ist:
{\displaystyle D_{\mathrm {V} }(E)={\frac {(2m_{\mathrm {p,d} }^{*})^{\frac {3}{2}}}{2\pi ^{2}\hbar ^{3}}}{\sqrt {E_{\mathrm {V} }-E}}}
Bei dotierten Halbleitern treten zu diesen möglichen Zuständen noch Zustände in der Bandlücke auf. Diese sind bei {\displaystyle n}-Dotierung nahe am Leitungsband und bei {\displaystyle p}-Dotierung nahe am Valenzband. Durch Zuführen von Energie kann die Aktivierungsenergie überwunden werden und es bilden sich vermehrt besetzte Zustände in Leitungs- bzw. Valenzband. Darüber hinaus ändert sich durch Dotierung die Lage des Fermi-Niveaus: es wird bei {\displaystyle n}-Dotierung angehoben, bzw. senkt sich bei {\displaystyle p}-Dotierung zum Valenzband hin ab. Bei einer {\displaystyle n}-Dotierung sind damit bereits bei Raumtemperatur wegen der thermischen Energie weit mehr Zustände im Leitungsband besetzt als bei einem undotierten Material. Die zusätzlichen freien Ladungsträger können damit den Stromtransport erhöhen.
Die thermische Besetzung der Zustände wird durch die Fermi-Verteilung bestimmt. Die Wahrscheinlichkeitsdichte, dass ein Zustand mit der Energie {\displaystyle [E,E+\mathrm {d} E]} besetzt ist, schreibt sich
{\displaystyle W_{\mathrm {e} }(E)={\frac {1}{\exp {\left({\frac {E-\mu }{k_{\mathrm {B} }T}}\right)}+1}}}
Die Wahrscheinlichkeitsdichte, dass ein Zustand mit der Energie {\displaystyle [E,E+\mathrm {d} E]} nicht besetzt oder äquivalent ausgedrückt mit einem Loch besetzt ist, schreibt sich
{\displaystyle W_{\mathrm {h} }(E)=1-W_{\mathrm {e} }(E)={\frac {1}{\exp {\left(-{\frac {E-\mu }{k_{\mathrm {B} }T}}\right)}+1}}}
Damit lassen sich die Ladungsträgerdichten, also Elektronendichte im Leitungsband {\displaystyle n} und Löcherdichte {\displaystyle p} im Valenzband, angeben:
{\displaystyle n=\int _{E_{\mathrm {C} }}^{\infty }W_{\mathrm {e} }(E)\,D_{\mathrm {C} }(E)\,\mathrm {d} E}
sowie
{\displaystyle p=\int _{-\infty }^{E_{\mathrm {V} }}W_{\mathrm {h} }(E)\,D_{\mathrm {V} }(E)\,\mathrm {d} E}
Die Ausdehnung der Integrationsgrenzen über den Gültigkeitsbereich der quadratischen Näherung hinaus ist ohne Belang, weil das chemische Potential im Bereich der Bandlücke liegt und die Fermi-Verteilung daher sehr schnell gegen Null geht. Zur Berechnung dieser Integrale siehe Fermi-Dirac-Integral.